# Beltir
Beltir (en altaï méridional : Белтир, en russe : Бельтир) est un village du raïon de Koch-Agatch dans la république de l'Altaï en Russie. Il fait partie de l'établissement rural de Beltir avec Novy Beltir. Sa population s'élevait à 354 habitants au recensement de 2021.

## Étymologie
Le mot Beltir est en altaï un lieu de confluence de rivières, de croisement de routes, de carrefour. Dans le village de Beltir, deux rivières se confondent : Tchagan et Taldoura.

## Géographie
Le village de Beltir se situe dans la république de l'Altaï, une république de Sibérie méridionale, en Russie. Il fait partie du district fédéral sibérien, et le village se trouve à 270 km au sud-est de Gorno-Altaïsk, la capitale de la république et à 660 km au sud-est de Novossibirsk, la capitale du district. Le village fait partie du raïon de Koch-Agatch, le plus méridional des raïons de la république, qui compte 16 localités, avec Koch-Agatch comme centre administratif, à 35 km à l'est.
Beltir, comme toute la république de l'Altaï, est située dans le fuseau horaire MSK+4 (heure de Krasnoïarsk). Le décalage horaire appliqué par rapport au temps universel coordonné est +07:00.

## Histoire
Le village a été fondé en 1922.
Il a été presque entièrement détruite par le tremblement de terre de la Tchouïa le 27 septembre 2003. Partiellement restauré après le tremblement de terre. Les autorités ont invité les habitants du village détruit à s'installer au village de Novy Beltir nouvellement construit. Toutefois, seuls les jeunes résidents bénéficiaient de ce droit.

## Démographie
Recensements (*) et estimations de la population,,:
| 2002* | 2010* | 2012 | 2013 |
| ----- | ----- | ---- | ---- |
| 1 211 | 363   | 261  | 203  |

| 2014 | 2015 | 2016 | 2021* |
| ---- | ---- | ---- | ----- |
| 118  | 91   | 77   | 354   |

En 2002, sur les 1 211 habitants, il y avait 93 % d'Altaïens.

## Culture locale et patrimoine
Non-loin du village a été découvert en 2017 le cerf de la Taldoura, un site archéologique de peintures rupestres de cerfs, une pierre à cerf, un des plus grands pétroglyphes de cerf de l'Altaï.

## Galerie

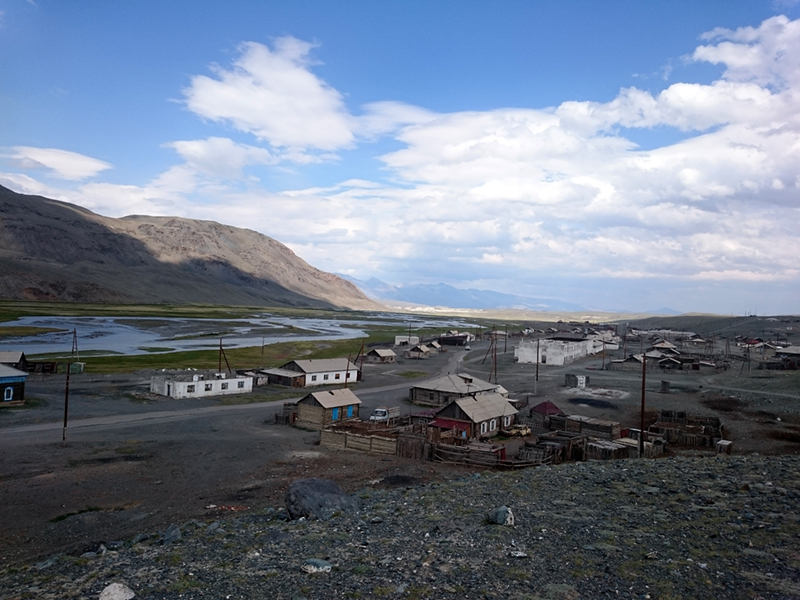
Beltir en 2015, avec les cicatrices du séisme.
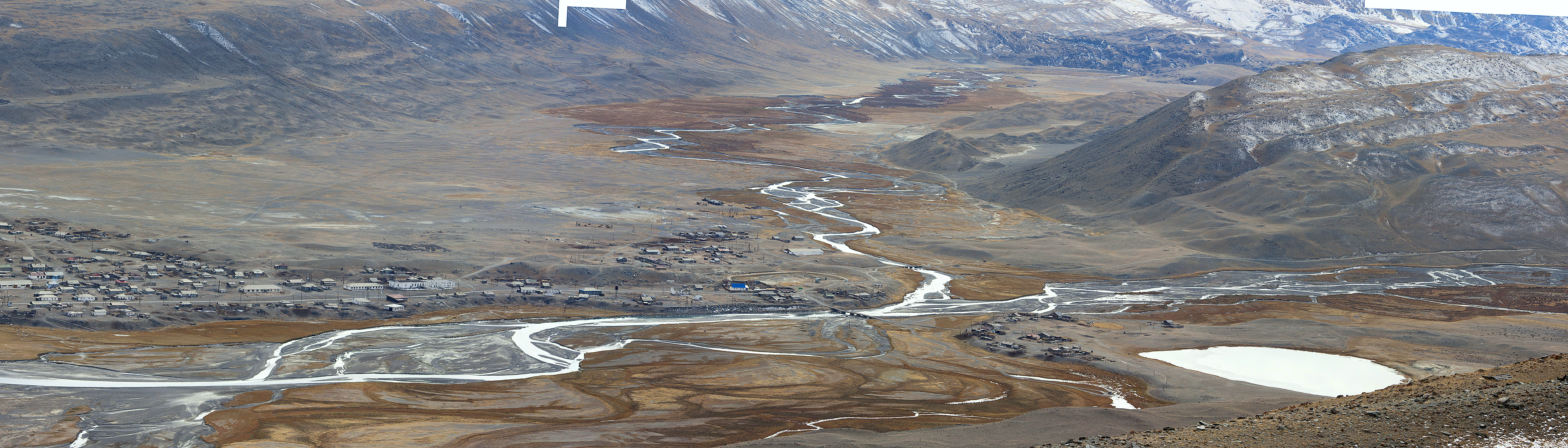
Vue depuis une montagne.
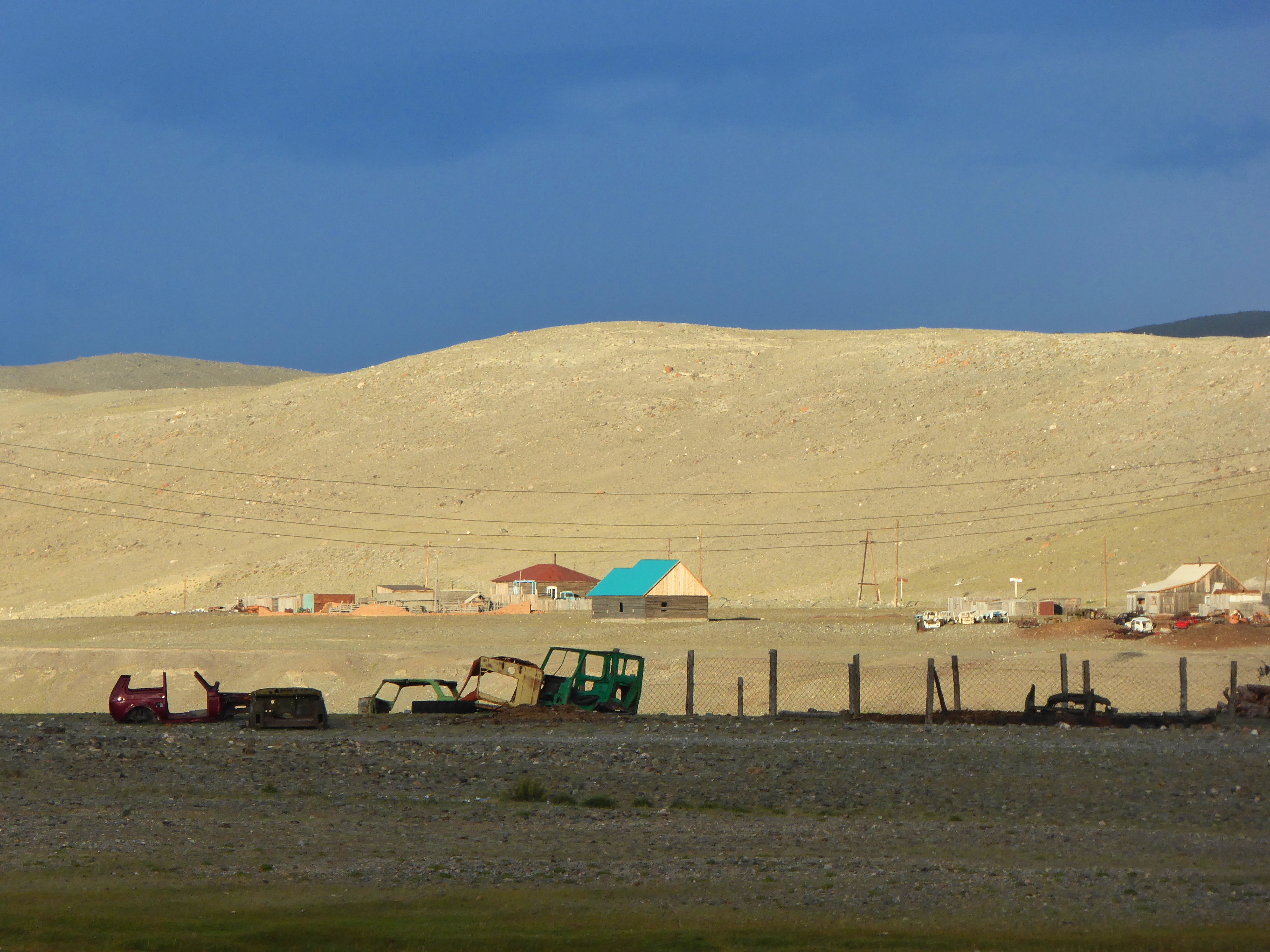
Des maisons.